# 양지 축구단
양지 축구단(陽地 蹴球團)은 1967년 3월에 창단하여 1970년까지 운영되었던 대한민국의 축구단이다. 양지 축구단의 역사는 대한민국이 조선민주주의인민공화국과 체제 경쟁을 벌이던 1960년대 반공주의 운동과 밀접한 연관을 가지고 있다.
대통령 다음 가는 권력을 누린 김형욱이 직접 팀 창단을 주도하고 관리했기 때문에, 양지팀은 중앙정보부와 깊은 연관을 맺고 있었다. '양지'라는 이름 자체가 음지에서 일하고 양지를 지향한다는 중앙정보부의 슬로건에서 따온 것이었으며, 선수들의 숙소도 중앙정보부가 있던 서울시 이문동에 마련했다.
일부에서는 양지팀을 조선민주주의인민공화국과 맞대결하기 위해 마찬가지로 김형욱이 직접 창단하고 운영에 깊이 개입했던 실미도 684부대와 비교하기도 한다. (양지팀은 실미도 684부대보다 1년 먼저 만들어졌다.) 양지팀과 사실상 마찬가지로 실미도 부대는 조선민주주의인민공화국과 대결하겠다는 목적으로 만들어지고 운영되었으나, 남북 화해 분위기 때문에 본래의 목적을 실행하지 못하고 있다가 김형욱이라는 후원자가 실각하면서 결국 흐지부지 되었다는 공통점을 가지고 있다.

## 역사

### 설립
잉글랜드에서 열린 1966년 FIFA 월드컵에서 조선민주주의인민공화국의 선전은 많은 사람들을 놀라게 했다. 당시 조선민주주의인민공화국 축구 국가대표팀은 박두익의 결승골로 이탈리아 축구 국가대표팀을 꺾었고, 8강전에서 아깝게 역전패를 당했지만 포르투갈 축구 국가대표팀과 대등하게 맞섰다. 조선민주주의인민공화국 축구의 선전은 조선민주주의인민공화국과 극심한 체제경쟁을 벌이던 대한민국에게는 충격이었다.
이런 상황에서 중앙정보부장이었던 김형욱은 축구팀을 국가적 차원에서 지원하기로 결정했다. 당시에는 프로 축구가 있기 전이었으므로 선수들이 체계적으로 운동을 할 수 있는 여건이 부족했기 때문에 이러한 조직적인 지원책을 강구한 것이다. 육군 축구단, 해군 축구단, 공군 축구단, 해병대 축구단 등 군에 입대한 병사 뿐만 아니라 당시 입대 연령대의 축구 선수들을 모두 모아서 축구팀을 만들었고 '황금 다리'라는 별명으로 유명했던 최정민 감독을 초대 감독으로 임명했다. 결국 이세연, 김호, 김정남, 서윤찬, 정병탁, 김삼락, 이회택, 임국찬 등 국내 최고의 선수들을 모을 수 있었다.
김형욱은 팀 운영에 깊히 개입했으며 최고의 지원을 아끼지 않았다. 선수들의 월급으로 당시 국영기업체 중간 간부들 월급과 유사한 2만원 씩 지급했고, '이기라면 이기고, 죽으라면 죽어라'며 선수들에게 강한 정신력을 주문하기도 했다. 또한 그 당시 국가대표팀조차 허가 없이 사용하지 못하였던 이문동에 위치한 천연 잔디 구장을 선수들 마음대로 사용할 수 있었다. 이러한 전폭적인 지원을 바탕으로 1969년에는 한국축구 역사상 처음으로 유럽으로 105일 동안 전지훈련을 떠나 현지 팀들과 연습 경기를 가지기도 했으며 현재 AFC 챔피언스리그의 전신인 아시안 챔피언 클럽 토너먼트 대회에서 준우승을 차지하였다.

### 해체
양지 축구단은 조선민주주의인민공화국 축구팀과 맞대결을 해도 부족함이 없도록 훈련받았으나, 막상 양지 축구단이 운영되는 동안에는 조선민주주의인민공화국과 경기를 가지지 않았다. 1960년대 끝무렵부터 조선민주주의인민공화국과 대한민국 사이에서 화해 분위기가 조성되면서 양지 축구단에 대한 관심이 줄어들었고, 무엇보다 양지 축구단의 든든한 후원자였던 김형욱이 실각하면서 존폐의 위기에 몰려 결국 1970년 3월 17일에 흐지부지 해체되었다.
양지 축구단은 축구의 발전을 위해서라기보다는 체제 경쟁이라는 정치적 논리로 설립된 팀이었으나 대한민국의 축구에 영향을 주었다. 양지에 소속되었던 여러 선수들은 축구단이 해체된 이후에도 대한민국 축구계에서 활발히 활동하였고, 대한민국 축구가 한 단계 도약하는 데 큰 역할을 하였다.

## 성적
- 아시안 챔피언 클럽 토너먼트
  -  준우승 (1) : 1969

- 메르데카 컵
  -  우승 (1) : 1967

## 유명 선수
- 김정남
- 김호
- 이회택

## 같이 보기
- 대한민국 축구 국가대표팀의 역사
- 남북전 (축구)